# 4381 Уенохара
4381 Уенохара (4381 Uenohara) — астероїд головного поясу, відкритий 22 листопада 1989 року.
Тіссеранів параметр щодо Юпітера — 3,211.
Названо на честь колишнього містечка Уенохари (яп. うえのはら(上野原) уенохара), що у 2005 році об'єдналося з селом Акіяма і утворило місто Уенохара (Яманасі).